# Medaile Za bezvadnou službu (Kazachstán)
Medaile Za bezvadnou službu (kazašsky Мінсіз қызметi үшін) je státní vyznamenání Kazachstánu založené roku 2002. Udílena je příslušníkům ozbrojených sil a jednotek ministerstva vnitra za bezvadnou službu.

## Historie
Medaile byla založena prezidentským dekretem č. 865 ze dne 7. května 2002 jako státní vyznamenání udílené příslušníkům ozbrojených sil. Dekretem prezidenta č. 155 ze dne 30. září 2011 byla zařazena mezi rezortní vyznamenání ministerstva obrany, výboru národní bezpečnosti, pohraniční služby, výboru národní bezpečnosti Kazachstánu, státní bezpečnostní služby, zahraniční zpravodajské služby Syrbar, výboru vnitřních jednotek ministerstva vnitra a ministerstva pro mimořádné situace.

## Pravidla udílení
Medaile je udílena příslušníkům ozbrojených sil, zaměstnancům orgánů ministerstva vnitra a příslušníkům hasičského sboru ministerstva pro mimořádné situace za jejich vysoce pozitivně ceněnou a příkladnou práci při plnění služebních povinností. Medaile je udílena od nejnižšího po nejvyšší stupeň a udělení vyšší třídy bez předchozího udělení nižší třídy není možné.

## Třídy
Medaile je udílena ve třech třídách:
- I. třída – Tato třída je udílena po dvaceti letech bezvadné služby.
- II. třída – Tato třída je udílena po patnácti letech bezvadné služby.
- III. třída – Tato třída je udílena po deseti letech bezvadné služby.

## Popis medaile
Medaile kulatého tvaru o průměru 34 mm je vyrobena z mosazi. Na přední straně je pěticípá rubínově zbarvená hvězda s hladkými cípy. Uprostřed je stylizované slunce a ve spodní části stoupající orel. Pod hvězdou je římskými číslicemi XX položené na větvičkách dubu a vavřínu. Pod větvičkami je šavle. Při vnějším okraji medaile je ve spodní části ozdobný ornament a v horní části nápis Мінсіз қызметi үшін. Na zadní straně je uprostřed medaile nápis Қазақстан Республикасы Қарулы Күштеріндегi мінсіз қызметi үшін. Ke kovové destičce potažené stuhou je medaile připojena pomocí jednoduchého kroužku.

Stuhou z hedvábného moaré je potažena kovová destička ve tvaru šestiúhelníku. Destička je vysoká 50 mm a široká 32 mm. Stuha I. třídy je široká 30 mm a skládá se ze středového pruhu červené barvy o šířce 6 mm, na který z obou stran navazuje proužek žluté barvy široký 5 mm a proužek modré barvy široký 7 mm. Stuha II. třídy je široká 30 mm a skládá se ze dvou proužků červené barvy o šířce 3 mm mezi nimiž je proužek žluté barvy široký 2 mm, na červené proužky z obou stran navazují proužky žluté barvy široké 4 mm a proužky modré barvy o šířce 7 mm. V případě III. třídy se stuha široká 30 mm skládá ze tří červených proužků uprostřed širokých 2 mm mezi nimiž jsou žluté proužky široké 1 mm, na červené proužky navazují žluté proužky široké 4 mm a při okrajích jsou modré proužky o šířce 7 mm.

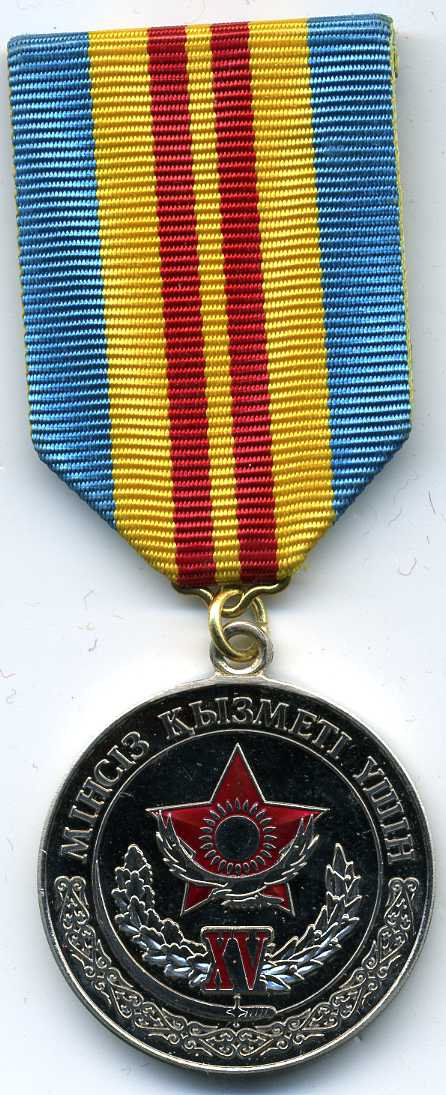
Medaile II. třídy
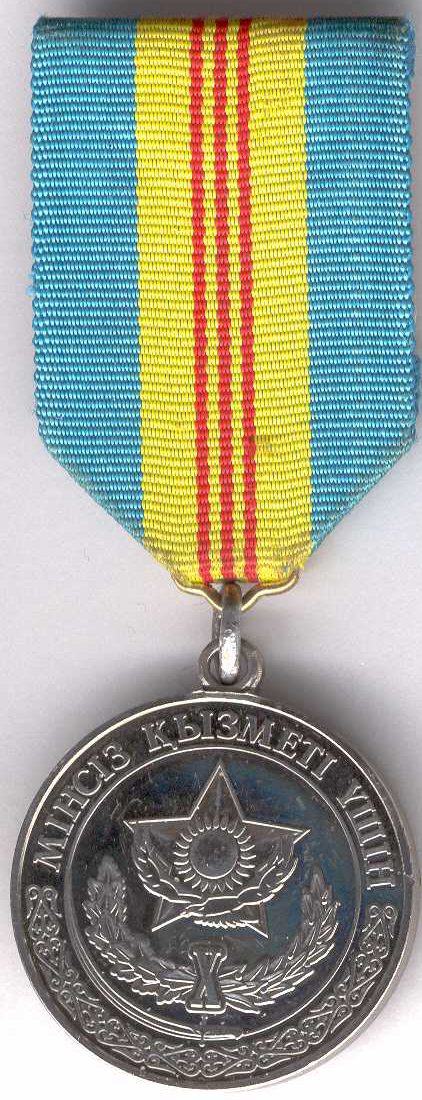
Medaile III. třídy